# Pasquier Grenier

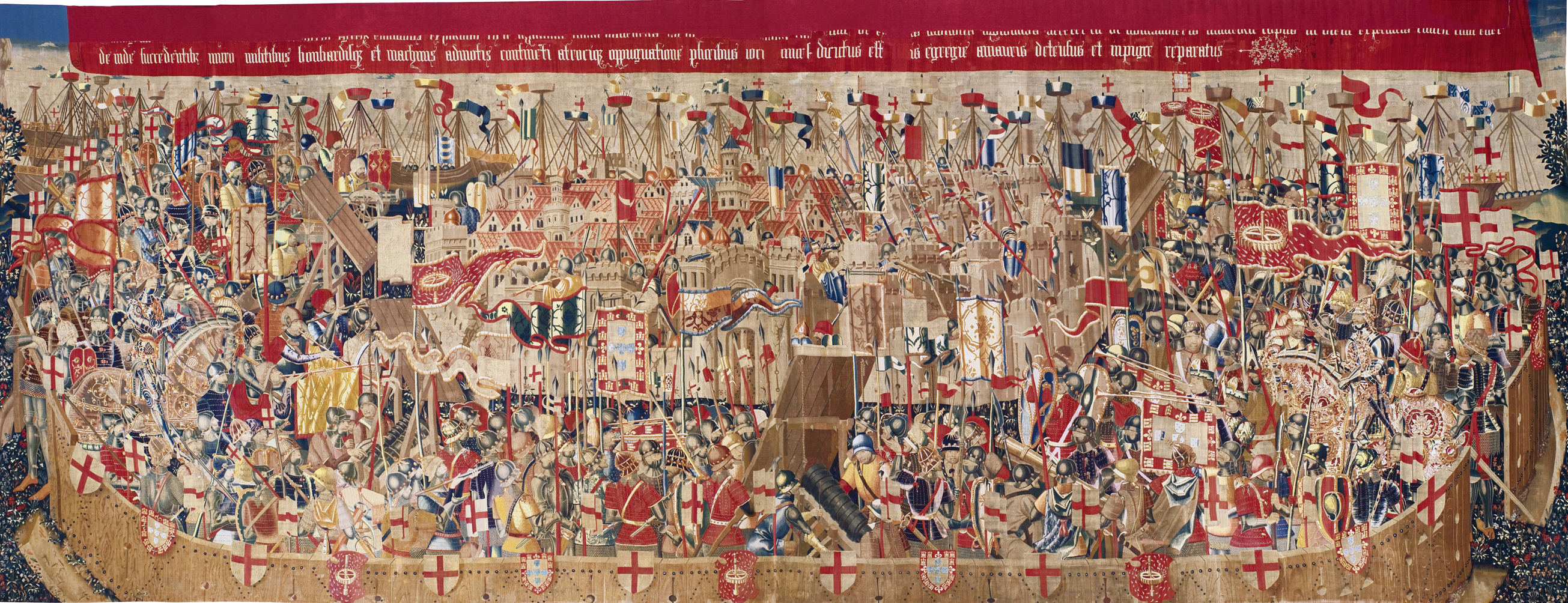
Het beleg van Asilah uit de Pastranareeks (ca. 1472-1480). Dit is een van de eerste werken met een eigentijds thema. De Portugese troepen zijn realistisch weergegeven, de Noord-Afrikaanse stad niet.

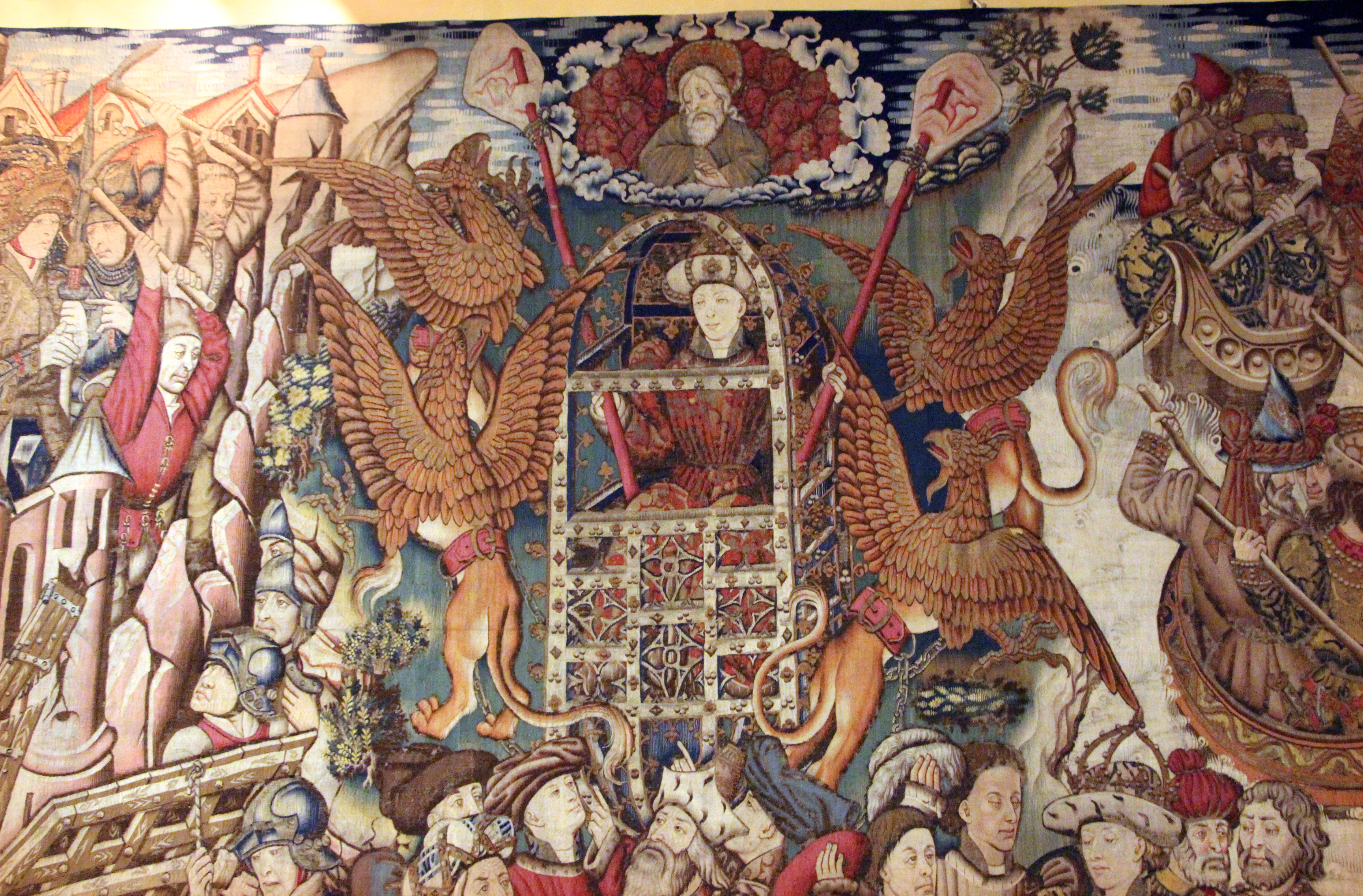
Onder de goedkeurende blik van God de Vader stijgt Alexander de Grote op door vleeshompen voor te houden aan griffioenen, een populaire episode uit de middeleeuwse Alexanderromans. Detail uit de Volwassenheid van Alexander de Grote, toegeschreven aan Grenier en bewaard in de Villa del Principe te Genua.

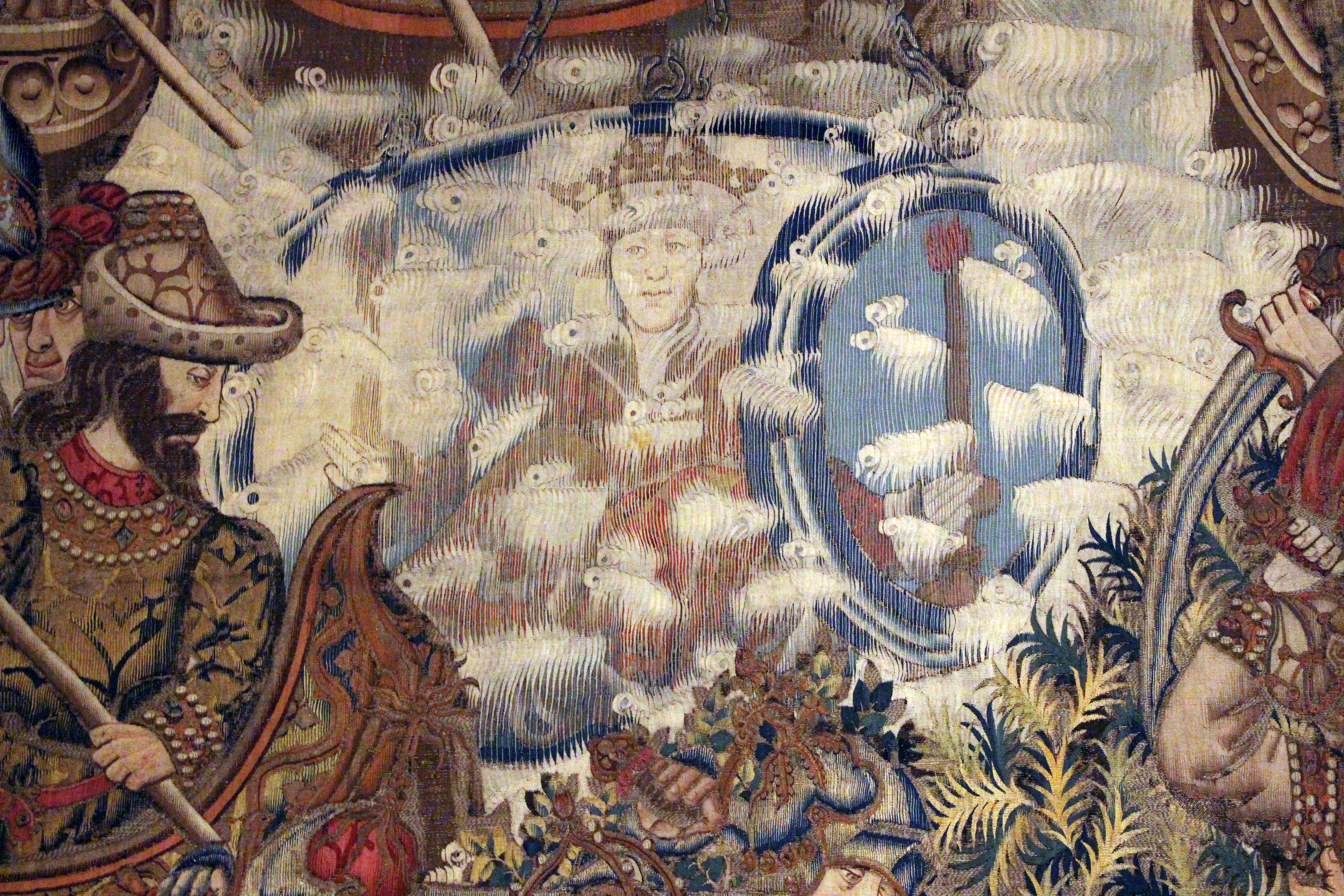
Neerlating van Alexander in een duikerklok. Detail uit de Volwassenheid van Alexander de Grote.

Pasquier of Passchier Grenier (?, ca. 1425 – Doornik, 21 juli 1493) was een tapijtwever en koopman wiens atelier in Doornik was gevestigd. Door zijn vorstelijke klantenkring is het werk van Grenier uitzonderlijk goed gedocumenteerd.

## Afkomst en familie
Grenier, waarschijnlijk een zoon van Lotart Grenier, was getrouwd met Margritte de Lannoit. Hun vier zonen Jean, Imbert, Colinet en Antoine waren al vroeg in de familiezaak betrokken. Met zijn vrouw schonk Grenier een versie van de Zeven Sacramenten aan de Sint-Kwintenskerk (1464-1474), een wandtapijt dat mogelijk hemzelf en enkele verwanten afbeeldt. In diezelfde periode bekostigde hij de uitbreiding van de kerk met een kooromgang en drie kapellen. Hij was dus een zeer vermogend man. Bij zijn dood rond 21 juli 1493 kreeg hij een monument in een nog steeds bestaande grafkapel van de Sint-Kwintenskerk. Zijn testament biedt een indicatie van wat hij als waardevol beschouwde in zijn onderneming: van weefgetouwen of ateliers is geen sprake, maar al zijn kartons vermaakte hij aan zijn zonen. De oudste en de jongste traden in zijn voetsporen en vooral Jean werd opnieuw een groot tapijtondernemer.

## Carrière
Grenier werd poorter van Doornik in juli 1447 en was aanvankelijk wijnhandelaar. In 1449 is hij voor het eerst vermeld als tapissier, waarbij hij optrad als agent van de gebroeders Truye uit Arras. Hij slaagde erin bestellingen van de hertogen van Bourgondië binnen te halen, waarna hij vanuit zijn positie als hofleverancier uitgroeide tot een echte ondernemer, met bijhuizen in Brugge en Antwerpen. Hij liet kartons maken bij patroonschilders en besteedde het verweven ervan uit aan plaatselijke onderaannemers.
Het internationale netwerk van Grenier kwam later van pas voor diplomatieke opdrachten. Het Doornikse stadsbestuur vaardigde hem in 1479 af naar onderhandelingen met Olivier le Daim, een vertrouweling van de Franse koning Lodewijk XI. Twee jaar later ging Grenier als gezant naar de koning zelf.

## Werk
Over de opdrachten van Grenier bestaan uitzonderlijk veel archivalische bronnen, maar het koppelen ervan aan bewaarde tapijten is delicaat. De volgende tapijtreeksen zijn aan Pasquier Grenier toegeschreven:
- Een Geschiedenis van Alexander de Grote voor Filips de Goede (1459)[3]
- Een Passie van de Heer voor Filips de Goede (1461)
- Tapijten met boeren en houthakkers
- Een Geschiedenis van Esther en Ahasuerus, naar kartons van Jacques Daret (1462)[4]
- Een Geschiedenis van de Zwaanridder, naar kartons van Jacques Daret (1462)[5]
- Een vierdelige Geschiedenis van Nebukadnezar voor Edward IV
- Orangers voor de hertogin van Bourbon (1466)
- Bûcherons voor de hertogin van Gelre
- De Oorlog van Troje voor het Brugse Vrije (1472), als geschenk aan Karel de Stoute.[6] Dit was de eerste reeks die op grote schaal gedupliceerd werd voor andere vorsten (Federico da Montefeltro, Hendrik VII van Engeland, Matthias Corvinus en Karel VIII van Frankrijk).
- De vierdelige Pastranareeks over de verovering van Asilah en Tanger door Alfons V van Portugal (ca. 1473): nu in het Iglesia Colegiada van Pastrana
- De Zeven Sacramenten[7]
- Een elfdelige Geschiedenis van Troje voor koning Hendrik VIII van Engeland (1488)

Tegenwoordig zijn de Greniertapijten in de voornaamste musea te zien, zoals het Metropolitan Museum of Art in New York of het Historisches Museum in Bern en het TAMAT in Doornik.

## Naamvarianten
Passchier, Paschier, Paesschier